# Kakothrips
Kakothrips är ett släkte av insekter som beskrevs av Williams 1914. Kakothrips ingår i familjen smaltripsar.
Släktet innehåller bara arten Kakothrips robustus.